# Nejlepší fotbalista 20. století
Na konci 20. století se objevila série anket a žebříčků, které se pokusily určit nejlepšího fotbalistu uplynulého století (a tím pádem, de facto, všech dob). Již roku 1999 sestavila žebříček Mezinárodní federace fotbalových historiků a statistiků (IFFHS). Svůj vlastní žebříček pak publikovaly i nejvýznamnější fotbalové časopisy, britský World Soccer, francouzský France Football a Planète Foot, italský Guerin Sportivo, brazilský Placar, nizozemský Voetbal International. Nejlepšího fotbalistu 20. století se pokusila vyhlásit i mezinárodní fotbalová federace FIFA. Ta nejprve volbu nechala na uživatelích internetu, v té zvítězil Diego Maradona. Poté se FIFA nicméně rozhodla sestavit ještě alternativní žebříček, který sestavili fotbaloví odborníci, a v něm dominoval Pelé.

## Žebříček IFFHS[1]
|    | Hráč                    | Stát                                | Hlasy |
| -- | ----------------------- | ----------------------------------- | ----- |
| 1  | Pelé                    | Brazílie                            | 1705  |
| 2  | Johan Cruijff           | Nizozemsko                          | 1303  |
| 3  | Franz Beckenbauer       | Německo                             | 1228  |
| 4  | Alfredo Di Stéfano      | Argentina, Španělsko, Kolumbie      | 1215  |
| 5  | Diego Maradona          | Argentina                           | 1214  |
| 6  | Ferenc Puskás           | Maďarsko, Španělsko                 | 810   |
| 7  | Michel Platini          | Francie                             | 722   |
| 8  | Garrincha               | Brazílie                            | 624   |
| 9  | Eusébio                 | Portugalsko                         | 544   |
| 10 | Bobby Charlton          | Anglie                              | 508   |
| 11 | Stanley Matthews        | Anglie                              | 368   |
| 12 | Marco van Basten        | Nizozemsko                          | 315   |
| 13 | Gerd Müller             | Německo                             | 310   |
| 14 | Zico                    | Brazílie                            | 207   |
| 15 | Lothar Matthäus         | Německo                             | 202   |
| 16 | George Best             | Severní Irsko                       | 187   |
| 17 | Juan Alberto Schiaffino | Uruguay, Itálie                     | 158   |
| 18 | Ruud Gullit             | Nizozemsko                          | 119   |
| 19 | Didi                    | Brazílie                            | 116   |
| 20 | Gianni Rivera           | Itálie                              | 116   |
| 21 | Giuseppe Meazza         | Itálie                              | 108   |
| 22 | Matthias Sindelar       | Rakousko                            | 106   |
| 23 | Fritz Walter            | Německo                             | 103   |
| 24 | Bobby Moore             | Anglie                              | 98    |
| 25 | José Manuel Moreno      | Argentina                           | 96    |
| 26 | Hugo Sánchez            | Mexiko                              | 85    |
| 27 | George Weah             | Libérie                             | 79    |
| 28 | Roger Milla             | Kamerun                             | 78    |
| 29 | José Andrade            | Uruguay                             | 74    |
| 30 | Just Fontaine           | Francie                             | 73    |
| 31 | Francisco Gento         | Španělsko                           | 73    |
| 32 | Ladislav Kubala         | Československo, Maďarsko, Španělsko | 71    |
| 33 | Franco Baresi           | Itálie                              | 70    |
| 34 | Josef Bican             | Rakousko, Československo            | 63    |
| 35 | Karl-Heinz Rummenigge   | Německo                             | 59    |
| 36 | Omar Sívori             | Argentina, Itálie                   | 56    |
| 37 | Elías Figueroa          | Chile                               | 55    |
| 38 | Kevin Keegan            | Anglie                              | 53    |
| 39 | Sándor Kocsis           | Maďarsko                            | 52    |
| 40 | Héctor Scarone          | Uruguay                             | 51    |
| 41 | Josef Masopust          | Československo                      | 46    |
| 42 | Giacinto Facchetti      | Itálie                              | 44    |
| 43 | Raymond Kopa            | Francie                             | 41    |
| –  | Sandro Mazzola          | Itálie                              | 41    |
| 45 | Uwe Seeler              | Německo                             | 40    |
| 46 | Gunnar Nordahl          | Švédsko                             | 36    |
| 47 | Zizinho                 | Brazílie                            | 35    |
| 48 | Teófilo Cubillas        | Peru                                | 34    |
| 49 | Arsenio Erico           | Paraguay                            | 30    |
| 50 | Denis Law               | Skotsko                             | 29    |

### Nejlepší brankář století
IFFHS z žebříčku vyčlenila brankáře a vyhlásila samostatně dvacítku nejlepších gólmanů 20. století.
|    | Hráč                  | Stát           | Hlasy |
| -- | --------------------- | -------------- | ----- |
| 1  | Lev Jašin             | SSSR           | 1002  |
| 2  | Gordon Banks          | Anglie         | 717   |
| 3  | Dino Zoff             | Itálie         | 661   |
| 4  | Sepp Maier            | Německo        | 456   |
| 5  | Ricardo Zamora        | Španělsko      | 443   |
| 6  | José Luis Chilavert   | Paraguay       | 373   |
| 7  | Peter Schmeichel      | Dánsko         | 291   |
| 8  | Peter Shilton         | Anglie         | 196   |
| 9  | František Plánička    | Československo | 194   |
| 10 | Amadeo Carrizo        | Argentina      | 192   |
| 11 | Gilmar                | Brazílie       | 160   |
| 12 | Ladislao Mazurkiewicz | Uruguay        | 144   |
| 13 | Pat Jennings          | Severní Irsko  | 132   |
| 14 | Ubaldo Fillol         | Argentina      | 121   |
| 15 | Antonio Carbajal      | Mexiko         | 105   |
| 16 | Jean-Marie Pfaff      | Belgie         | 95    |
| 17 | Rinat Dasajev         | SSSR           | 89    |
| 18 | Gyula Grosics         | Maďarsko       | 87    |
| 19 | Thomas Ravelli        | Švédsko        | 66    |
| 20 | Walter Zenga          | Itálie         | 62    |

## Žebříček World Soccer[2]
| #   | Hráč                    |
| --- | ----------------------- |
| 1   | Pelé                    |
| 2   | Diego Maradona          |
| 3   | Johan Cruijff           |
| 4   | Franz Beckenbauer       |
| 5   | Michel Platini          |
| 6   | Alfredo Di Stéfano      |
| 7   | Ferenc Puskás           |
| 8   | George Best             |
| 9   | Marco van Basten        |
| 10  | Eusébio                 |
| 11  | Lev Jašin               |
| 12  | Bobby Charlton          |
| 13  | Ronaldo                 |
| 14  | Bobby Moore             |
| 15  | Gerd Müller             |
| 16  | Roberto Baggio          |
| 17  | Stanley Matthews        |
| 18  | Zico                    |
| 19  | Franco Baresi           |
| 20  | Garrincha               |
| 21  | Paolo Maldini           |
| 22  | Kenny Dalglish          |
| 23  | Gabriel Batistuta       |
| 24  | Eric Cantona            |
| 25  | Gheorghe Hagi           |
| 26  | Romário                 |
| 27  | Jairzinho               |
| 28  | Zinédine Zidane         |
| 29  | Ruud Gullit             |
| 30  | John Charles            |
| 31  | Lothar Matthäus         |
| 32  | Gordon Banks            |
| 33  | Jürgen Klinsmann        |
| 34  | Dennis Bergkamp         |
| 35  | Karl-Heinz Rummenigge   |
| 36  | Gary Lineker            |
| 37  | Giuseppe Meazza         |
| 38  | Roberto Rivelino        |
| 39  | Didi                    |
| 40  | Ian Rush                |
| 41  | Peter Schmeichel        |
| 41  | Paolo Rossi             |
| 43  | George Weah             |
| 44  | Michael Owen            |
| 45  | Just Fontaine           |
| 46  | Duncan Edwards          |
| 47  | Dino Zoff               |
| 48  | Christo Stoičkov        |
| 49  | David Beckham           |
| 50  | Tom Finney              |
| 51  | Rivaldo                 |
| 52  | Claudio Caniggia        |
| 53  | Tostão                  |
| 54  | Frank Rijkaard          |
| 55  | José Luis Chilavert     |
| 56  | Kevin Keegan            |
| 57  | Paul Gascoigne          |
| 58  | Roger Milla             |
| 59  | Michael Laudrup         |
| 60  | Andrij Ševčenko         |
| 61  | David Ginola            |
| 61  | Glenn Hoddle            |
| 61  | Sócrates                |
| 64  | Roberto Carlos          |
| 64  | Alan Shearer            |
| 66  | Daniel Passarella       |
| 67  | Davor Šuker             |
| 68  | Dixie Dean              |
| 68  | Sándor Kocsis           |
| 68  | Juan Alberto Schiaffino |
| 68  | Christian Vieri         |
| 72  | Mario Kempes            |
| 72  | Johan Neeskens          |
| 72  | Luigi Riva              |
| 75  | José Nasazzi            |
| 75  | Günter Netzer           |
| 77  | Alessandro Del Piero    |
| 77  | Carlos Valderrama       |
| 79  | Ricardo Zamora          |
| 80  | Enzo Francescoli        |
| 81  | Edgar Davids            |
| 81  | Francisco Gento         |
| 83  | Jim Baxter              |
| 83  | Falcão                  |
| 83  | Ryan Giggs              |
| 83  | Sepp Maier              |
| 87  | Zbigniew Boniek         |
| 87  | Pat Jennings            |
| 87  | György Sárosi           |
| 90  | Giacinto Facchetti      |
| 91  | Alan Hansen             |
| 91  | Raymond Kopa            |
| 91  | Bryan Robson            |
| 91  | Matthias Sammer         |
| 95  | Ladislav Kubala         |
| 95  | Neville Southall        |
| 97  | Gérson                  |
| 98  | Paulo Futre             |
| 98  | Preben Elkjær           |
| 100 | Bebeto                  |

## Žebříček France Football[3]
|    | Hráč               | Stát                           | Body |
| -- | ------------------ | ------------------------------ | ---- |
| 1  | Pelé               | Brazílie                       | 122  |
| 2  | Diego Maradona     | Argentina                      | 65   |
| 3  | Johan Cruijff      | Nizozemsko                     | 62   |
| 4  | Alfredo Di Stéfano | Argentina, Španělsko, Kolumbie | 44   |
| 5  | Michel Platini     | Francie                        | 40   |
| 6  | Franz Beckenbauer  | Německo                        | 35   |
| 7  | Ferenc Puskás      | Maďarsko                       | 12   |
| 8  | Marco van Basten   | Nizozemsko                     | 11   |
| 9  | Zico               | Brazílie                       | 7    |
| 10 | Gerd Müller        | Německo                        | 5    |
|    | Lev Jašin          | SSSR                           | 5    |
| 12 | Enzo Francescoli   | Uruguay                        | 4    |
|    | Garrincha          | Brazílie                       | 4    |
|    | George Best        | Severní Irsko                  | 4    |
| 15 | Rafael Gordillo    | Španělsko                      | 3    |
| 16 | Bobby Charlton     | Anglie                         | 2,5  |
| 17 | Romário            | Brazílie                       | 2    |
| 18 | Roberto Baggio     | Itálie                         | 1    |
|    | Oleg Blochin       | SSSR                           | 1    |
|    | Just Fontaine      | Francie                        | 1    |
|    | Raymond Kopa       | Francie                        | 1    |
|    | Fritz Walter       | Německo                        | 1    |
|    | Dino Zoff          | Itálie                         | 1    |
| 24 | Roger Milla        | Kamerun                        | 0,5  |

## Žebříček Guerin Sportivo[4]
|    | Hráč                    | Stát                                |
| -- | ----------------------- | ----------------------------------- |
| 1  | Pelé                    | Brazílie                            |
| 2  | Diego Maradona          | Argentina                           |
| 3  | Alfredo Di Stéfano      | Argentina, Španělsko, Kolumbie      |
| 4  | Johan Cruijff           | Nizozemsko                          |
| 5  | Giuseppe Meazza         | Itálie                              |
| 6  | Ferenc Puskás           | Maďarsko, Španělsko                 |
| 7  | Valentino Mazzola       | Itálie                              |
| 8  | Juan Alberto Schiaffino | Uruguay, Itálie                     |
| 9  | Michel Platini          | Francie                             |
| 10 | Franz Beckenbauer       | Německo                             |
| 11 | Marco van Basten        | Nizozemsko                          |
| 12 | Eusébio                 | Portugalsko                         |
| 13 | Garrincha               | Brazílie                            |
| 14 | Gianni Rivera           | Itálie                              |
| 15 | Zico                    | Brazílie                            |
| 16 | Omar Sívori             | Itálie                              |
| 17 | Ricardo Zamora          | Španělsko                           |
| 18 | Silvio Piola            | Itálie                              |
| 19 | Ronaldo                 | Brazílie                            |
| 20 | Dino Zoff               | Itálie                              |
| 21 | Bobby Charlton          | Anglie                              |
| 22 | José Altafini           | Brazílie, Itálie                    |
| 23 | Gunnar Nordahl          | Švédsko                             |
| 24 | Luigi Riva              | Itálie                              |
| 25 | Paolo Rossi             | Itálie                              |
| 26 | Leônidas da Silva       | Brazílie                            |
| 27 | Roberto Baggio          | Itálie                              |
| 28 | Lev Jašin               | SSSR                                |
| 29 | Didi                    | Brazílie                            |
| 30 | Paolo Maldini           | Itálie                              |
| 31 | Stanley Matthews        | Anglie                              |
| 32 | Raimundo Orsi           | Argentina, Itálie                   |
| 33 | Lothar Matthäus         | Německo                             |
| 34 | Gaetano Scirea          | Itálie                              |
| 35 | Gerd Müller             | Německo                             |
| 36 | Matthias Sindelar       | Rakousko                            |
| 37 | Ladislav Kubala         | Československo, Maďarsko, Španělsko |
| 38 | Franco Baresi           | Itálie                              |
| 39 | Paulo Roberto Falcão    | Brazílie                            |
| 40 | Karl-Heinz Rummenigge   | Německo                             |
| 41 | Giampiero Boniperti     | Itálie                              |
| 42 | Gabriel Batistuta       | Argentina                           |
| 43 | Nils Liedholm           | Švédsko                             |
| 44 | John Charles            | Wales                               |
| 45 | Nílton Santos           | Brazílie                            |
| 46 | Luis Suárez Miramontes  | Španělsko                           |
| 47 | Roberto Rivelino        | Brazílie                            |
| 48 | Daniel Passarella       | Argentina                           |
| 49 | Nándor Hidegkuti        | Maďarsko                            |
| 50 | Kurt Hamrin             | Švédsko                             |

## Výběr Planète Foot (bez pořadí)[5]
Gordon Banks, Franco Baresi, Franz Beckenbauer, Oleg Blochin, Bobby Charlton, Bobby Moore, Zbigniew Boniek, Paul Breitner, Johan Cruijff, Alfredo Di Stéfano, Eusébio, Just Fontaine, Enzo Francescoli, Garrincha, Francisco Gento, George Best, Gerd Müller, Gianni Rivera, Ruud Gullit, Jairzinho, Mario Kempes, Kevin Keegan, Sándor Kocsis, Raymond Kopa, Denis Law, Diego Maradona, Josef Masopust, Lothar Matthäus, Johan Neeskens, Paolo Maldini, Paolo Rossi, Pelé, Michel Platini, Ferenc Puskás, Rob Rensenbrink, Roberto Rivelino, Roberto Baggio, Romário, Karl-Heinz Rummenigge, Allan Simonsen, Omar Sívori, Josip Skoblar, Stanley Matthews, Christo Stoičkov, Marco van Basten, Paul Van Himst, George Weah, Lev Jašin, Zico, Dino Zoff

## Výběr Voetbal International (bez pořadí)[6]
Gordon Banks, Franco Baresi, Marco van Basten, Franz Beckenbauer, George Best, Jan van Beveren, Oleg Blochin, Eric Cantona, Carlos Alberto Torres, Jan Ceulemans, Bobby Charlton, Henri Coppens, Johan Cruijff, Kenny Dalglish, Eusébio, Garrincha, Eric Gerets, Ruud Gullit, Willem van Hanegem, Ernst Happel, Jairzinho, Jimmy Johnstone, Mario Kempes, Grzegorz Lato, Michael Laudrup, Denis Law, Diego Maradona, Stanley Matthews, Sandro Mazzola, Ladislao Mazurkiewicz, Bobby Moore, Gerd Müller, Johan Neeskens, Günter Netzer, Antonín Panenka, Daniel Passarella, Pelé, Jean-Marie Pfaff, Michel Platini, Ferenc Puskás, Roberto Rivelino, Frank Rijkaard, Uwe Seeler, Sócrates, Alfredo Di Stéfano, Tostão, Lev Jašin, Zico, Dino Zoff, Andoni Zubizarreta

## Žebříček Placar[7]
|     | Hráč                           |
| --- | ------------------------------ |
| 1   | Pelé                           |
| 2   | Diego Maradona                 |
| 3   | Johan Cruijff                  |
| 4   | Garrincha                      |
| 5   | Franz Beckenbauer              |
| 6   | Alfredo Di Stéfano             |
| 7   | Ferenc Puskás                  |
| 8   | Michel Platini                 |
| 9   | Eusébio                        |
| 10  | Romário                        |
| 11  | Lev Jašin                      |
| 12  | Roberto Rivelino               |
| 13  | Didi                           |
| 14  | Just Fontaine                  |
| 15  | Daniel Passarella              |
| 16  | Zico                           |
| 17  | Franco Baresi                  |
| 18  | Bobby Charlton                 |
| 19  | Elías Figueroa                 |
| 20  | Lothar Matthäus                |
| 21  | Gordon Banks                   |
| 22  | Nílton Santos                  |
| 23  | Sepp Maier                     |
| 24  | Sándor Kocsis                  |
| 25  | Ángel Labruna                  |
| 26  | Marco van Basten               |
| 27  | George Best                    |
| 28  | Leônidas da Silva              |
| 29  | Christo Stoičkov               |
| 30  | Francisco Gento                |
| 31  | Ruud Gullit                    |
| 32  | Fritz Walter                   |
| 33  | Luigi Riva                     |
| 34  | Gerd Müller                    |
| 35  | Arthur Friedenreich            |
| 36  | Paulo Roberto Falcão           |
| 37  | Bobby Moore                    |
| 38  | Gérson                         |
| 39  | Paul Breitner                  |
| 40  | Domingos da Guia               |
| 41  | Dino Zoff                      |
| 42  | Karl-Heinz Rummenigge          |
| 43  | Ladislav Kubala                |
| 44  | Uwe Seeler                     |
| 45  | Valentino Mazzola              |
| 46  | Carlos Alberto Torres          |
| 47  | Obdulio Varela                 |
| 48  | Tostão                         |
| 49  | Stanley Matthews               |
| 50  | Raymond Kopa                   |
| 51  | Djalma Santos                  |
| 52  | George Weah                    |
| 53  | Jürgen Klinsmann               |
| 54  | Paolo Maldini                  |
| 55  | Hugo Sánchez                   |
| 56  | Amadeo Carrizo                 |
| 57  | Roger Milla                    |
| 58  | Zoltán Czibor                  |
| 59  | Leovegildo Lins da Gama Júnior |
| 60  | Michael Laudrup                |
| 61  | Josef Masopust                 |
| 62  | Careca                         |
| 63  | Juan Alberto Schiaffino        |
| 64  | Ademir da Guia                 |
| 65  | Paolo Rossi                    |
| 66  | Jairzinho                      |
| 67  | Mário Coluna                   |
| 68  | Ademir Marques de Menezes      |
| 69  | Enzo Francescoli               |
| 70  | Teófilo Cubillas               |
| 71  | Gaetano Scirea                 |
| 72  | Alain Giresse                  |
| 73  | Julinho                        |
| 74  | Luis Suárez Miramontes         |
| 75  | Giacinto Facchetti             |
| 76  | Pedro Rocha                    |
| 77  | Sócrates                       |
| 78  | Guillermo Stábile              |
| 79  | Zizinho                        |
| 80  | Gheorghe Hagi                  |
| 81  | Toninho Cerezo                 |
| 82  | Ricardo Zamora                 |
| 83  | Ronaldo                        |
| 84  | Antonio Carbajal               |
| 85  | Silvio Piola                   |
| 86  | Giuseppe Meazza                |
| 87  | Carlos Gamarra                 |
| 88  | Gabriel Batistuta              |
| 89  | Paul Gascoigne                 |
| 90  | František Plánička             |
| 91  | Roberto Baggio                 |
| 92  | Zinédine Zidane                |
| 93  | Johan Neeskens                 |
| 94  | Julio César Romero             |
| 95  | Davor Šuker                    |
| 96  | José Luis Chilavert            |
| 97  | Jean Tigana                    |
| 98  | Mario Kempes                   |
| 99  | Zbigniew Boniek                |
| 100 | Frank Rijkaard                 |